# Prowincja Wschodnia (Kenia)
Prowincja Wschodnia – (ang. Eastern Province, suah. Mkoa wa Mashariki), jedna z 7 prowincji w Kenii. Położona w centralnej części kraju, od wschodu graniczy z prowincjami Północno-Wschodnią i Nadmorską, a od zachodu z prowincjami Wielkiego Rowu, Centralną i miastem wydzielonym Nairobi.

## Podział administracyjny
Prowincja Wschodnia jest podzielona na 13 dystryktów.
| Dystrykt     | Stolica  |
| ------------ | -------- |
| Embu         | Embu     |
| Isiolo       | Isiolo   |
| Kitui        | Kitui    |
| Machakos     | Machakos |
| Makueni      | Wote     |
| Marsabit     | Marsabit |
| Mbeere       | Siakago  |
| Meru Central | Meru     |
| Meru Norte   | Maua     |
| Meru Sul     | Chuka    |
| Moyale       | Moyale   |
| Mwingi       | Mwingi   |
| Tharaka      | Tharaka  |